# Музей «Літературне Придніпров'я»
Музей «Літературне Придніпров'я» — одна з шести філій Дніпропетровського історичного музею, створена 24 травня 1998 року. Презентує історію, літературу та культури Дніпропетровщини.  

## Музейний будинок
Музей «Літературне Придніпров'я» розміщений в особняку, збудованому на початку ХІХ століття, і відомому в місті як Будинок Інзова. На карті Катеринослава 1806 року споруда вже була позначена. В цьому будинку спочатку перебував Опікунський комітет колоністів південного краю. На згадку про голову цього комітету, генерала Інзова, мешканці міста досі називають споруду «Будинком Інзова».
У цьому будинку під час перебування на засланні в травні-червні 1820 року бував Олександр Пушкін; у 1910 Михайло Свєтлов навчався в чотирикласному міському училищі, що також знаходилося в цій будівлі; дещо пізніше Валер'ян Підмогильний викладав математику в школі ім. Івана Франка, розташованій тут же. У 1970 р. Будинок Інзова отримав статус пам'ятки історії і взятий під охорону державою. У травні 1998 року, коли будівлі виповнилося 180 років, в ній відкрився музей «Літературне Придніпров'я».

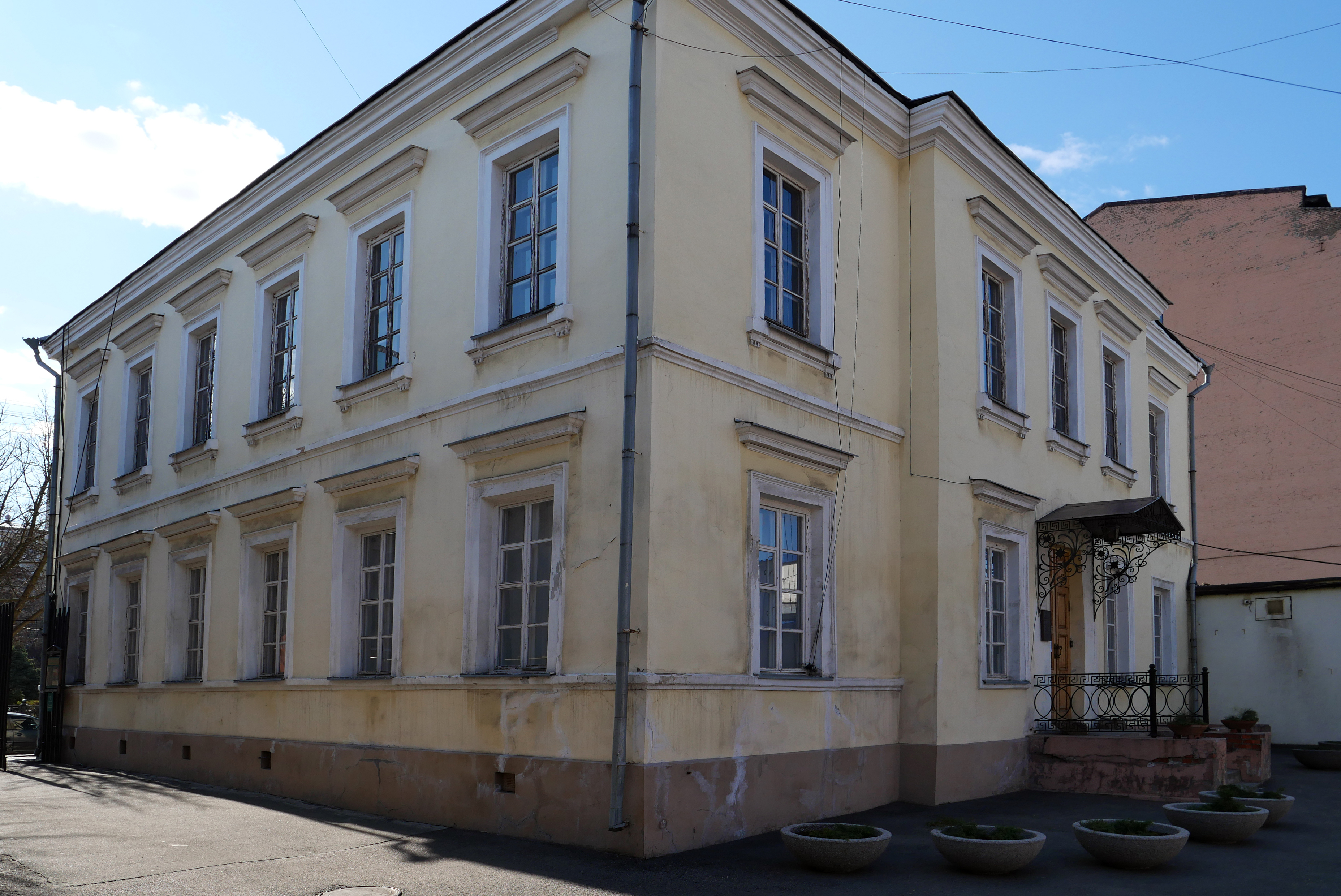
Загальний вигляд з заходу (2020 рік)
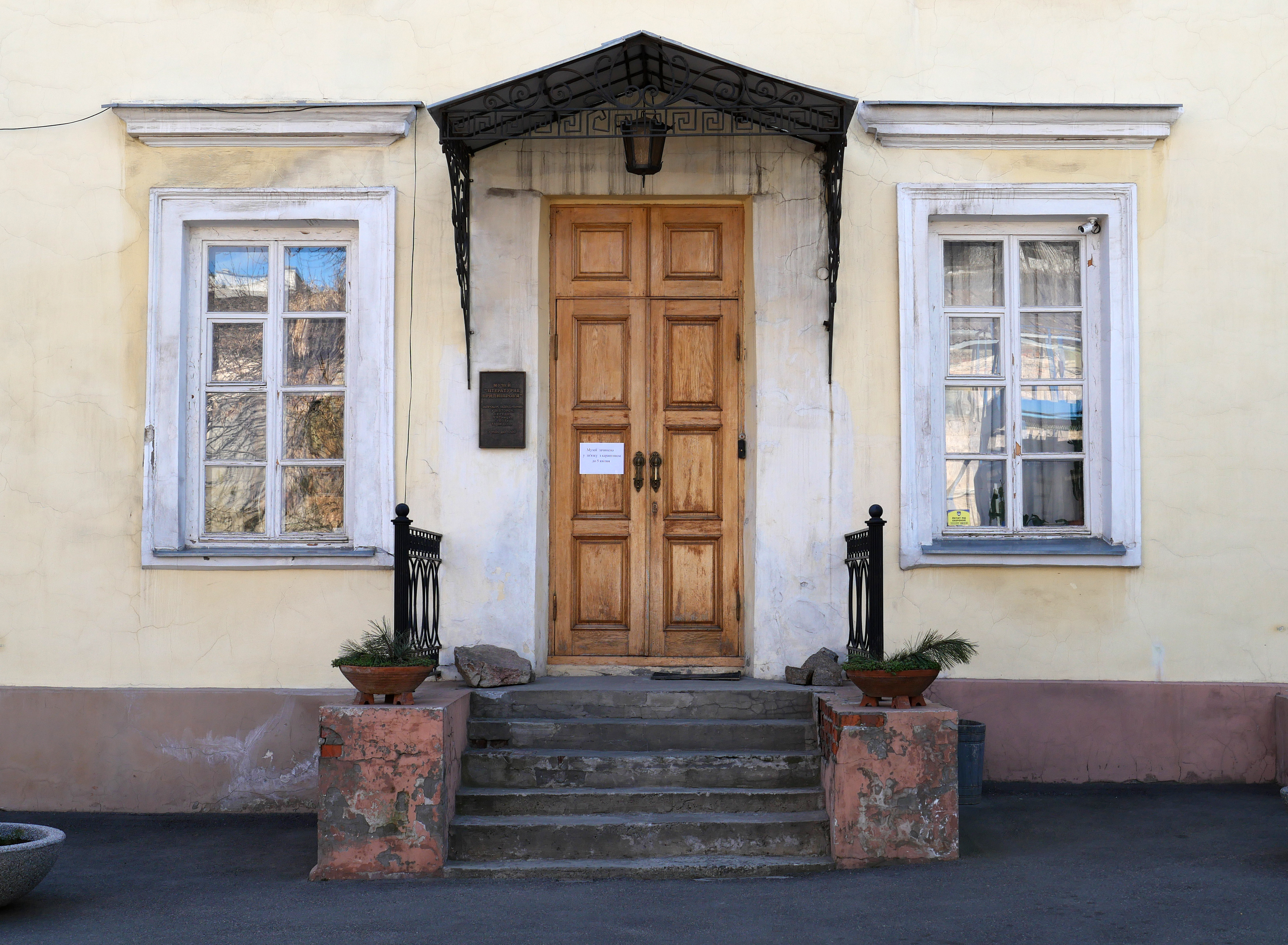
Головний вхід (2020 рік)
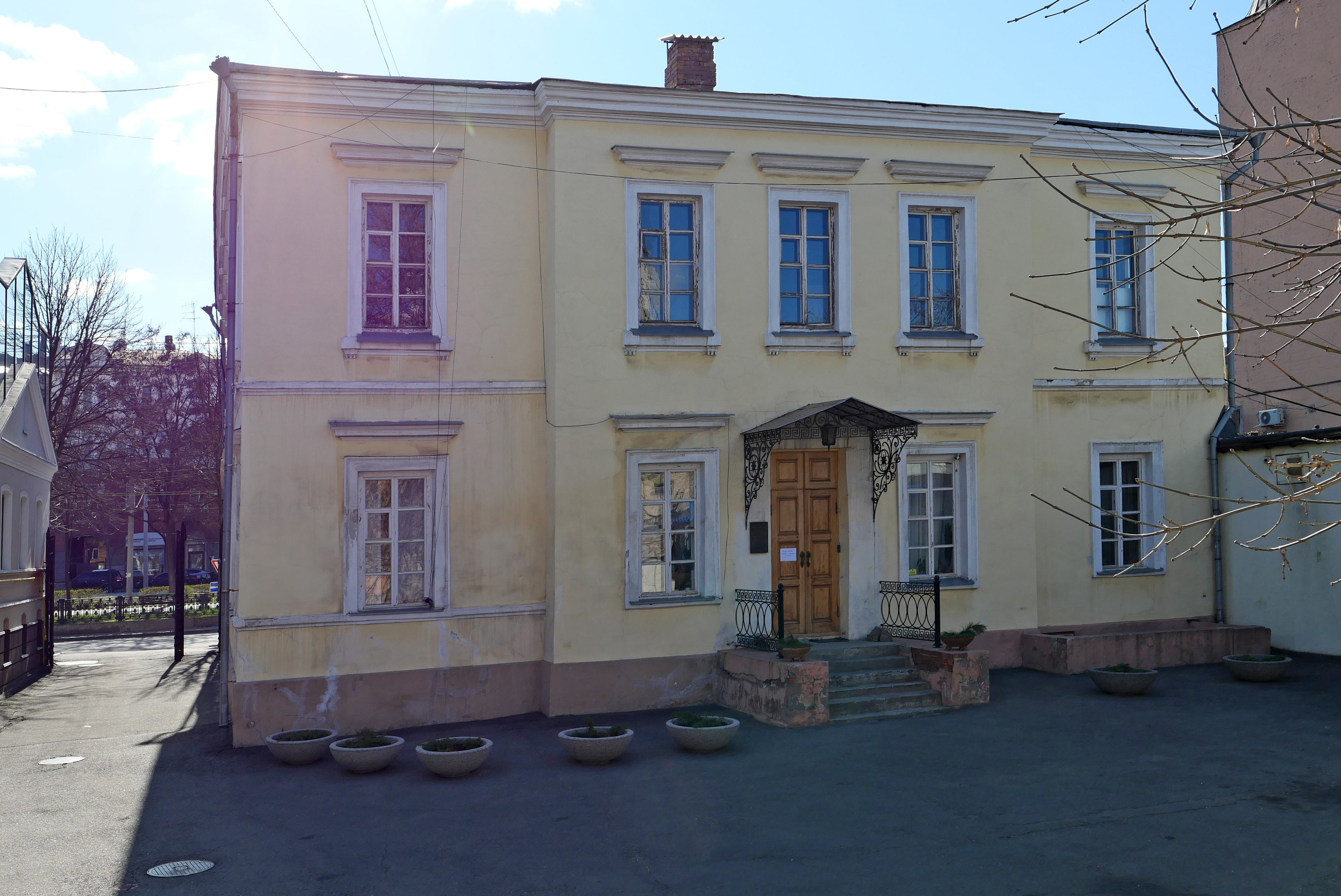
Дворовий фасад (2020 рік)

## Колекція
У зібраннях музею — рукописи художніх творів, книги, документи, фотографії, особисті речі видатних письменників, фольклористів, діячів театру XVIII—XX століть. Серед експонатів матеріали, що розповідають про зв'язки з краєм Тараса Шевченка, Олександра Пушкіна, Миколи Гоголя, Олеся Гончара, Марка Кропивницького, Івана Карпенка-Карого, Івана Буніна, Володимира Гіляровського, Олександра Афанасьєва-Чужбинського, Василя Мисика, Булаєнко, Павла Загребельного; про творчу долю Олени Ган, Миколи Мізко, Володимира Єлагіна, Івана Манжури, Тетяни Сулими-Бичихіної, Миколи Бикова, Якова Новицького, Валер'яна Підмогильного, Григорія Епіка.
У 1980-90-ті роки, перед відкриттям Музею, наукові співробітники побували у багатьох письменників Придніпров'я і у родичів тих, кого вже не було в живих, їздили у відрядження по країні, розшукуючи тих, хто пов'язаний з краєм, його культурою і літературою. Музей отримав рукописи і документи, фотографії та особисті речі письменників і поетів, фольклористів та літературознавців, журналістів і діячів театру. У ті роки були придбані рідкісні видання на аукціонах, отримані подарунки від колекціонерів, знайдені і вивезені з обмінно-резервних фондів бібліотек Москви, Санкт-Петербурга, Києва, Харкова, Львова, Одеси сотні раритетних видань. Сьогодні колекція літературного музею налічує більше двадцяти тисяч експонатів.

## Експозиція
24 травня 1998 року музей «Літературне Придніпров'я» був відкритий для відвідувачів виставкою «Сторінки літературної історії краю». Виставка містила чотири портрети письменників, показаних через призму їхніх кабінетів (мініатюрний «похідний» кабінет Олени Ган кінця 1830-х років; редакційний кабінет А. І. Єгорова, який в 1880-ті видавав у Катеринославі газету «Степ»; імпровізований кабінет юного поета Дмитра Кедріна 1920-х; «запічний кабінет» у сільській хаті письменника-студента Олеся Гончара кінця 1940-х).
Утім, через нестачу фінансування основна експозиція так і не була сформована. Станом на 2017 рік другий поверх будівлі музею досі залишається невідремонтованим. Велика частина колекцій знаходиться в запасниках. Співробітники закладу перетворили цю проблему на особливість «Літературного Придніпров'я» — на експозиціних площах другого поверху регулярно проходять тематичні виставки та культурні заходи (літературні вечори, круглі столи, творчі студії, гуртки та клуби). Більшість цих заходів відбувається у середу — так званий «день прийомів» у Музеї «Літературне Придніпров'я».

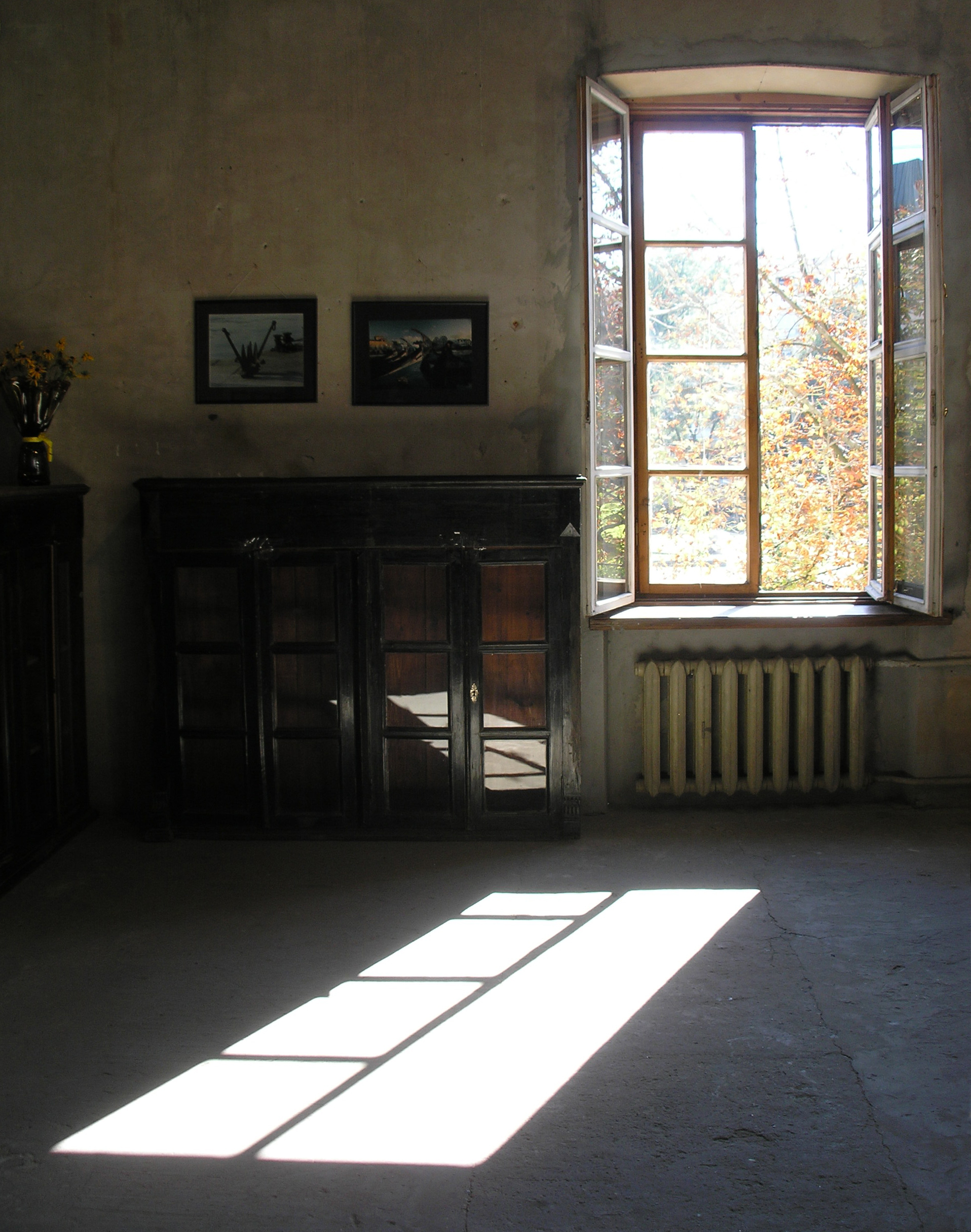
Фрагмент інтер'єру одного з приміщень другого поверху (2005)
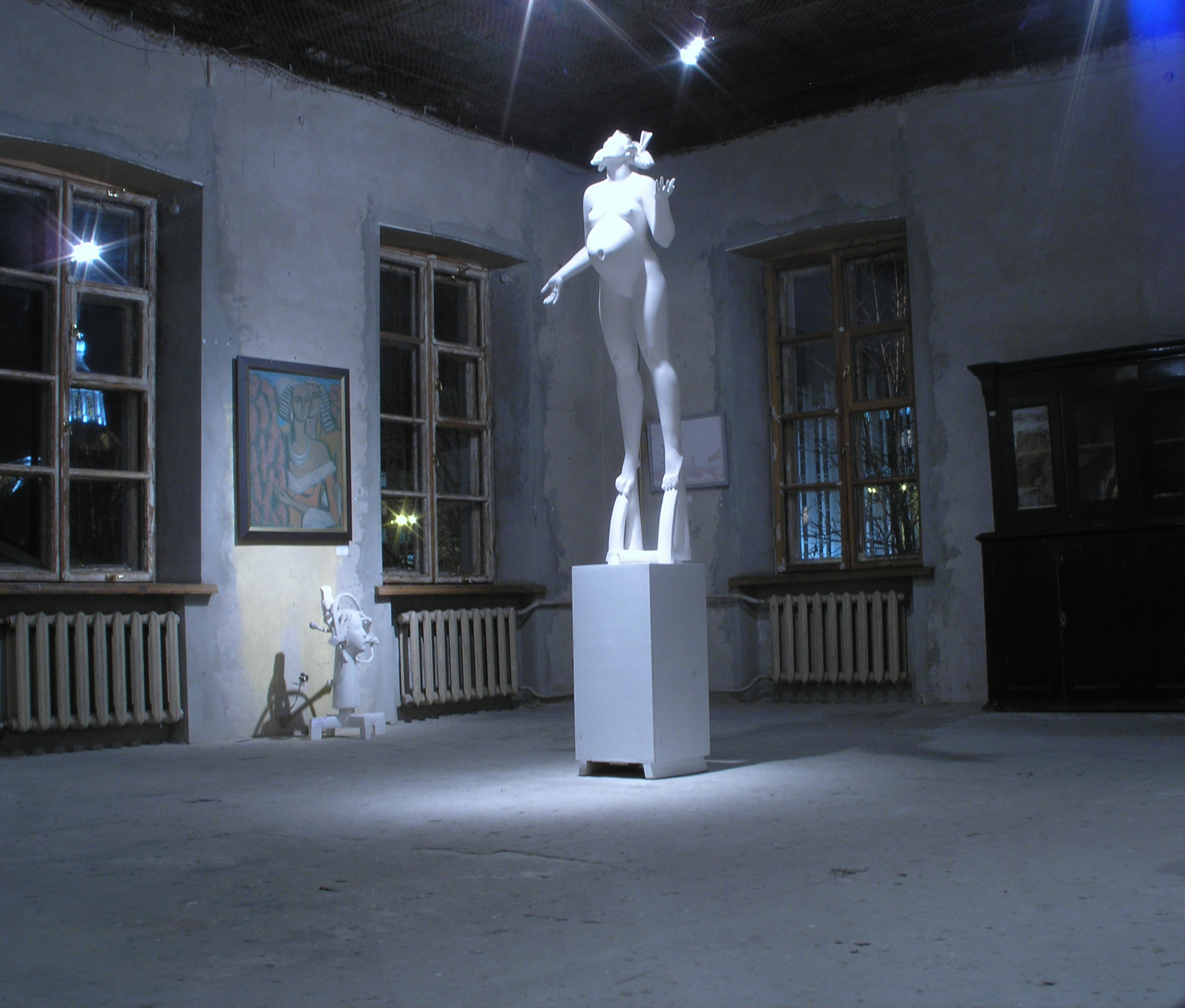
Фрагмент інтер'єру одного з приміщень другого поверху (2005)
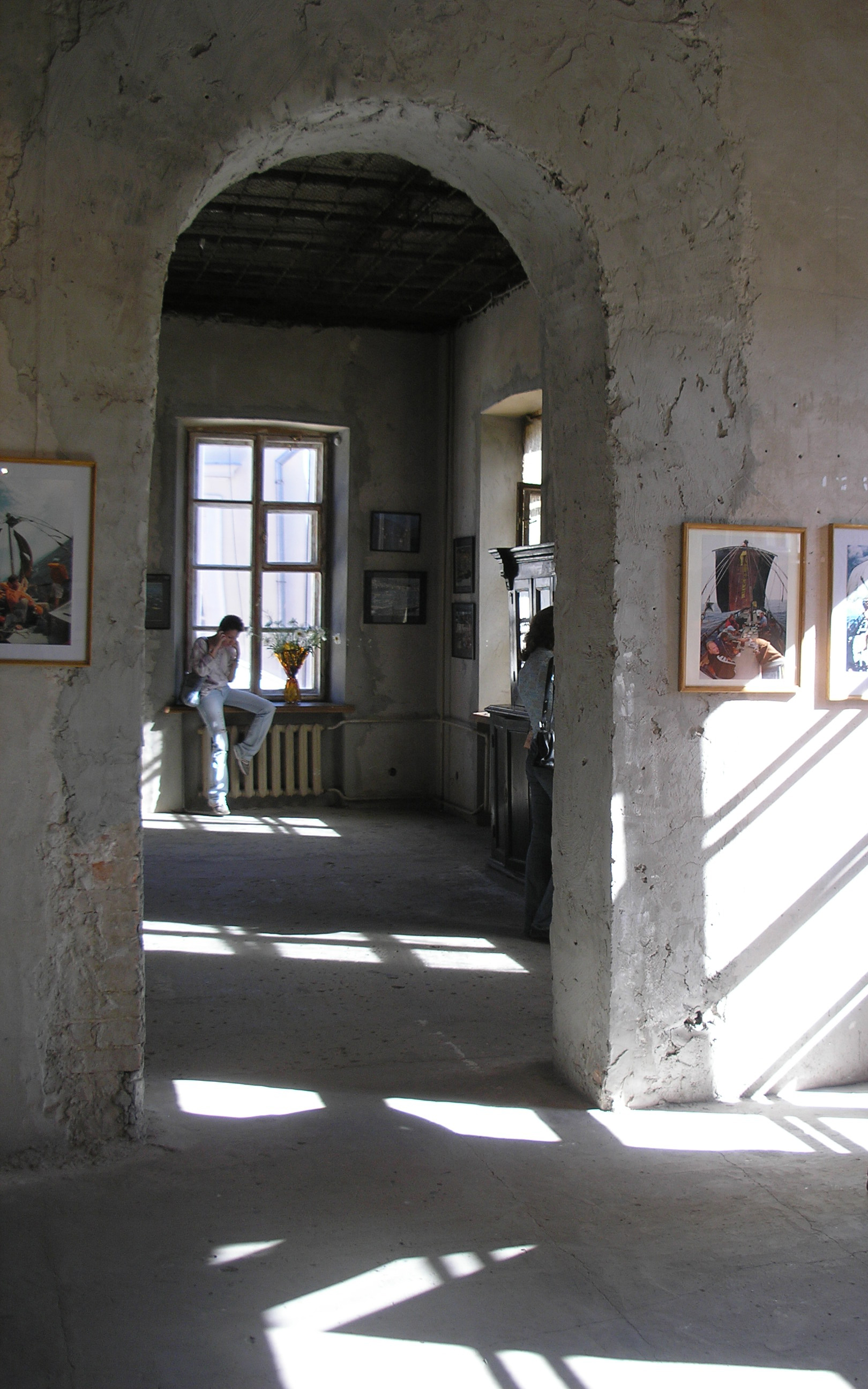
Фрагмент інтер'єру одного з приміщень другого поверху (2005)
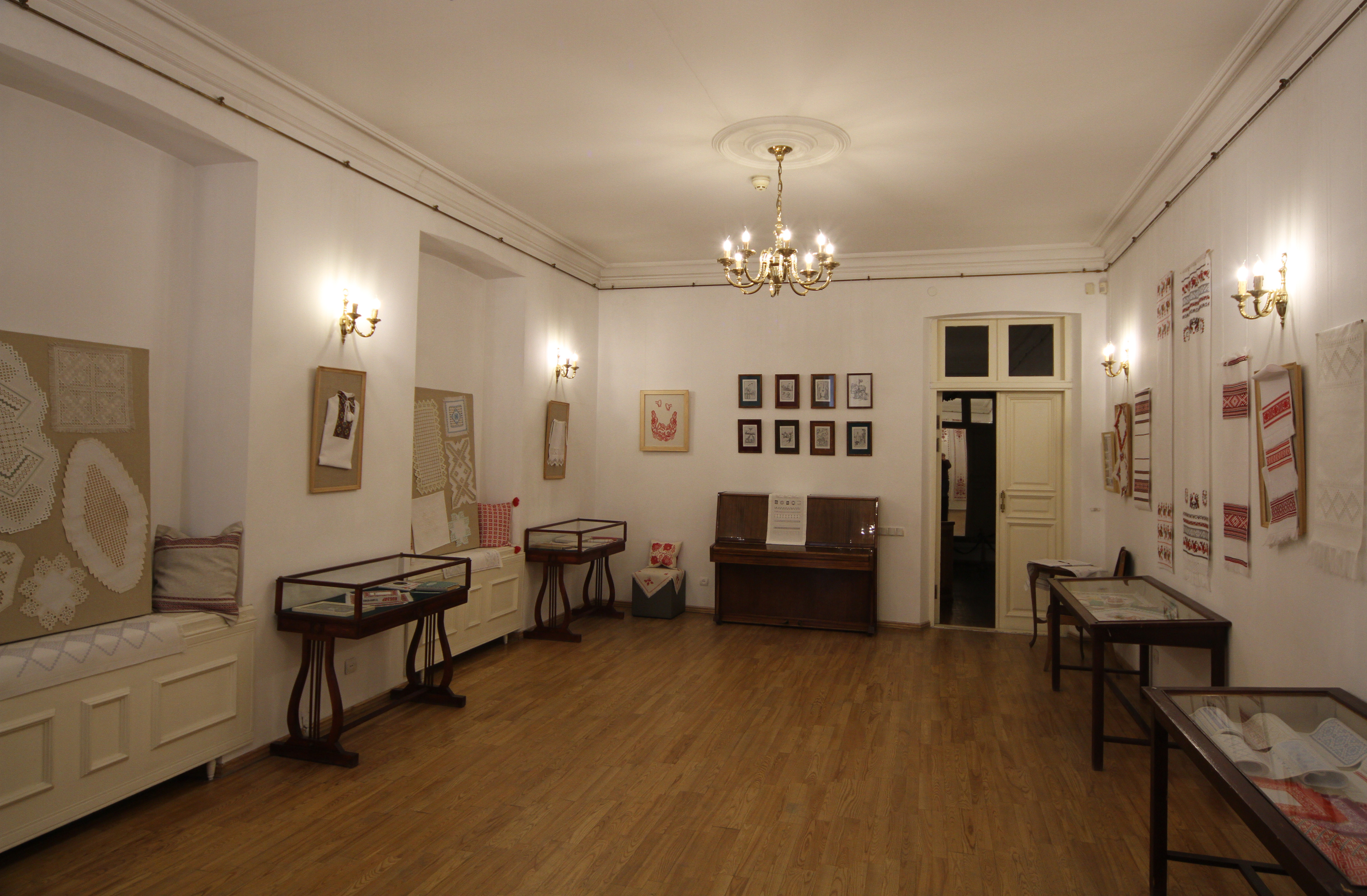
Фрагмент інтер'єру одного з приміщень першого поверху (2019)
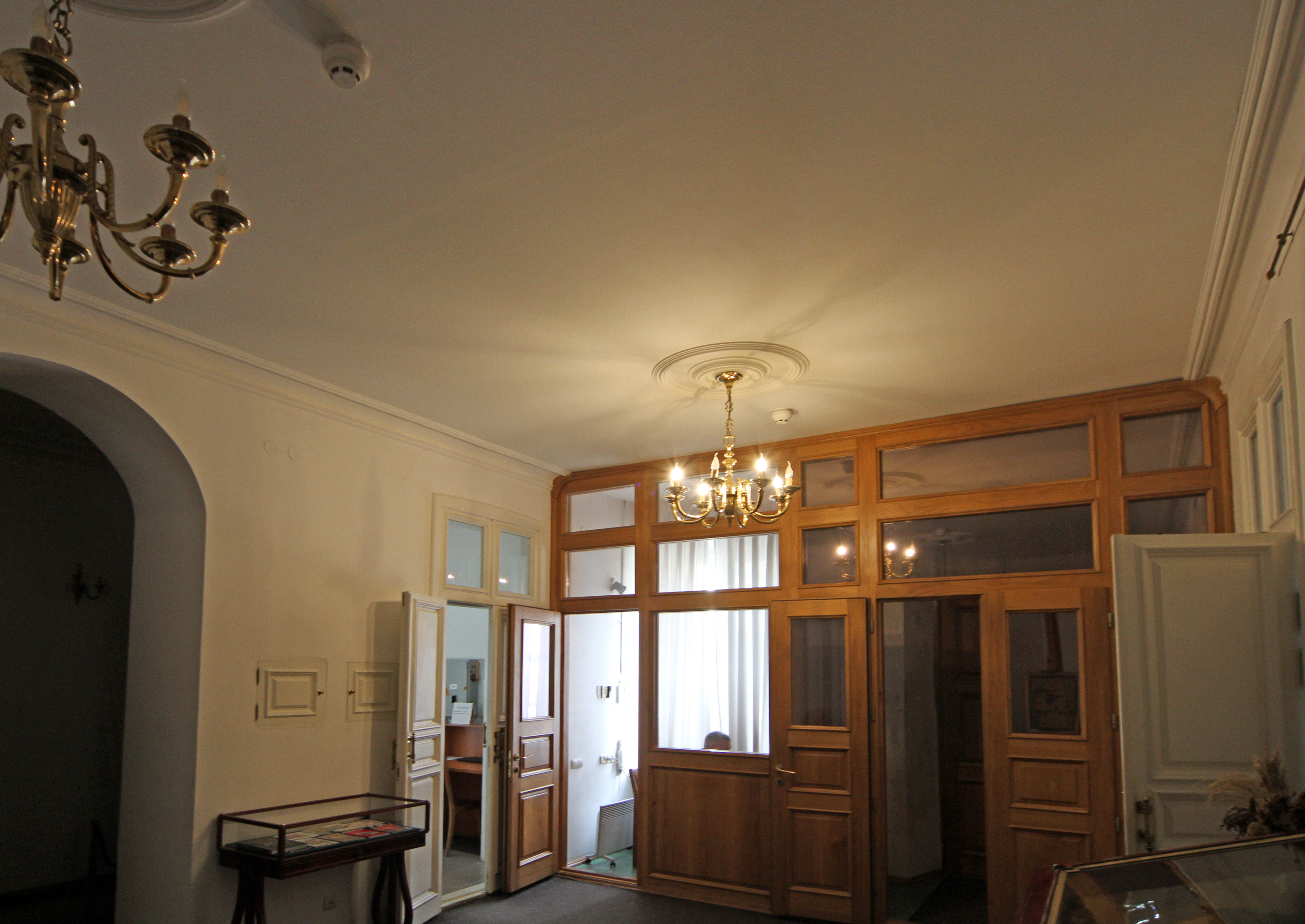
Фрагмент інтер'єру одного з приміщень першого поверху (2019)